# 张树华
张树华（1966年10月—），男，汉族，河北河间人，中华人民共和国政治人物，中国民主建国会会员，曾任中国社会科学院图书馆副馆长，第十一届全国政协委员。

## 生平
2008年，当选第十一届全国政协委员，代表社会科学界，分入第三十三组。2018年1月，当选第十三届全国政协委员。